# Torskgrynnan
Torskgrynnan är skär i Åland (Finland). De ligger i Bottenhavet eller Skärgårdshavet och i kommunen Hammarland i landskapet Åland, i den sydvästra delen av landet. Öarna ligger omkring 40 kilometer nordväst om Mariehamn och omkring 300 kilometer väster om Helsingfors.
Arean för den av öarna koordinaterna pekar på är 0,5 hektar och dess största längd är 110 meter i nord-sydlig riktning. Trakten är glest befolkad. Närmaste större samhälle är Geta, 16,3 km öster om Torskgrynnan.